# (400339) 2007 UL82
(400339) 2007 UL82 es un asteroide perteneciente al cinturón de asteroides descubierto el 30 de octubre de 2007 por el equipo del Spacewatch desde el Observatorio Nacional de Kitt Peak, Arizona, Estados Unidos.

## Designación y nombre
Designado provisionalmente como 2007 UL82.

## Características orbitales
2007 UL82 está situado a una distancia media del Sol de 2,424 ua, pudiendo alejarse hasta 2,871 ua y acercarse hasta 1,977 ua. Su excentricidad es 0,184 y la inclinación orbital 0,786 grados. Emplea 1379,01 días en completar una órbita alrededor del Sol.

## Características físicas
La magnitud absoluta de 2007 UL82 es 17,7. 